# L'Histoire silencieuse des Sourds
L'Histoire silencieuse des Sourds est la première exposition sur l’histoire sourde et la langue des signes française se déroulant du 19 juin 2019 au 6 octobre 2019 au Panthéon à Paris. Il s’agit d’« une introduction à l’histoire des Sourds avec ses périodes de progrès pour l’instruction et l’intégration, ses grandes figures de sourds-muets instruits et engagés comme Jeanne Stuart ou l’architecte Étienne de Fay, la création de la première association sourde à Paris en 1836 par Ferdinand Berthier [ainsi que] ses périodes de régression, avec la montée de l’eugénisme à la fin du XIXe siècle et au XXe siècle ».

## Présentation

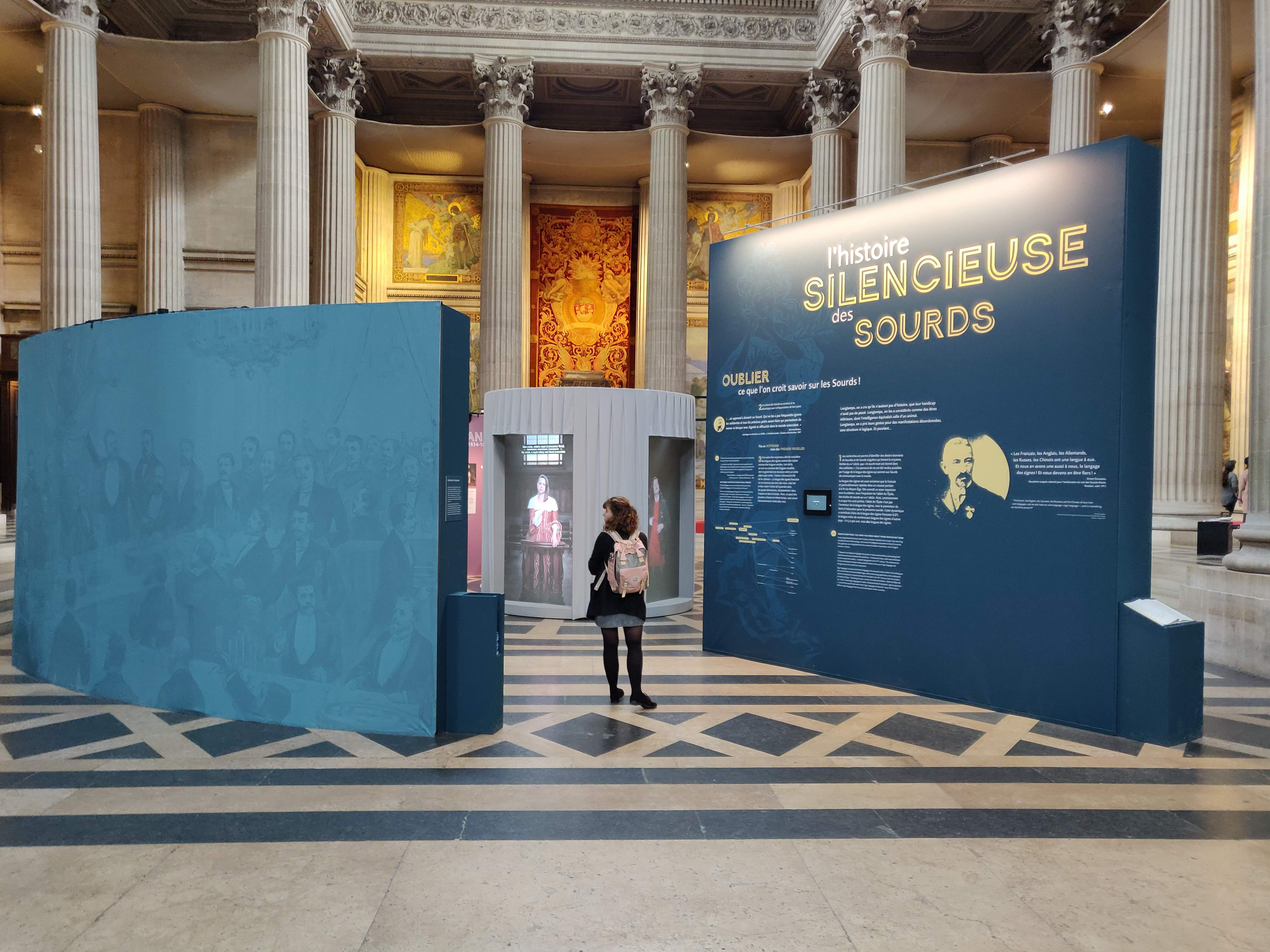

Yann Cantin, docteur en Histoire à l’école des hautes études en sciences sociales (EHESS) et maître de conférences à l’
université Paris-VIII de Vincennes-Saint-Denis, présente l’exposition en tant que commissaire scientifique, grâce au soutien du Centre des monuments nationaux, de l’institut national de jeunes sourds, l’International Visual Theatre et de l'association les Amis de l’abbé de L'Épée.

### Historique
Après les expositions Le pouvoir des Signes, organisé à la Sorbonne en 1989, puis A corps et à Cri, à l'Institution Nationale des Jeunes Sourds, en 1991, l'exposition Histoire Silencieuse des Sourds est la troisième exposition sur l'histoire sourde. Mais la première dans un monument historique d'importance.
Les premiers préparatifs ont commencé vers 2015 quand l'association Les Amis de l'abbé de l'Epée a formulé la demande de panthéonisation de l'abbé de l'Epée. Face aux difficultés de le faire, en particulier de la présence des restes de l'abbé à l'église de St-Roch, Philippe Bélaval propose l'idée d'organiser une exposition au Panthéon. Après réflexion, l'année 2019 a été choisie.
En juillet 2019, Yann Cantin rejoint l'équipe pour organiser l'expositon en tant que commissaire. Il propose de structurer de façon chronologique depuis le Moyen Âge jusqu'à nos jours, en mettant en avant les aspects les plus importants de l'historiographie sourde.
L'exposition est inaugurée le 18 juillet 2019 face à plus de 800 invités issus de différents horizons. C'est la première fois qu'un discours y soit prononcé en LSF.

### Structure de l'exposition
L'exposition est organisée en tranches chronologiques avec A la découverte des racines, vers la Reconnaissance, Vers le Rejet, Le Réveil Sourd, sur un cercle de panneaux entourant une colonne central où sont projetée quatre vidéos présentant des personnalités sourdes, jouée par des comédiens sourds : Madeleine Le Mansois, Ferdinand Berthier, Henri Gaillard et Emmanuelle Laborit (jouée par elle-même).

### Accueil des médias
Il semble que l'accueil des médias soit favorable à l'exposition. Ainsi, de nombreux articles de presse, et de reportages ont contribué au succès de l'exposition.

### Source
- [vidéo] L'Histoire silencieuse des Sourds au Panthéon sur YouTube, par le Centre des monuments nationaux, le 10 mai 2019.
- « L'histoire des sourds : une expo qui laisse sans voix ! », sur Handicap.fr
- « L'histoire silencieuse des sourds s'expose au Panthéon », sur RFI, 11 août 2019 (consulté le 5 décembre 2020)
- « L'histoire silencieuse des Sourds : Une expo à découvrir à Paris », sur Handirect.fr, 1er juillet 2019 (consulté le 5 décembre 2020)